# Provincia de Viterbo
Viterbo (en italiano Provincia di Viterbo) es una provincia de la región del Lacio, en Italia. Su capital es la ciudad de Viterbo.
Tiene un área de 3612 km², y una población total de 289.190 hab. (2001). Hay 60 municipios en la provincia (fuente: ISTAT, véase este enlace). A fecha 31 de mayo de 2005, los principales municipios por población eran:
| Municipios                   | Población |
| ---------------------------- | --------- |
| Viterbo                      | 60.537    |
| Civita Castellana            | 16.072    |
| Tarquinia                    | 15.910    |
| Monte Romano                 | 13.102    |
| Vetralla                     | 12.459    |
| Nepi                         | 8.438     |
| Soriano nel Cimino           | 8.420     |
| Orte                         | 8.237     |
| Ronciglione                  | 8.177     |
| Montalto di Castro           | 8.061     |
| Tuscania                     | 7.857     |
| Fabrica di Roma              | 7.218     |
| Capranica                    | 6.673     |
| Acquapendente                | 5.771     |
| Sutri                        | 5.638     |
| Caprarola                    | 5.388     |
| Canino                       | 5.106     |
| Vignanello                   | 4.699     |
| Bassano Romano               | 4.465     |
| Bolsena                      | 4.161     |
| Farnese                      | 1.510     |
| Villa San Giovanni in Tuscia | 1.323     |
| Onano                        | 1.061     |